# Coppa Europa di atletica leggera 2005
La Coppa Europa di atletica leggera 2005 si è tenuta a Firenze, in Italia, dal 17 al 19 giugno.

## Classifiche finali

### Super league
| Pos. | Nazione     | Pt.  |
| ---- | ----------- | ---- |
| 1    | Germania    | 113  |
| 2    | Francia     | 104  |
| 3    | Italia      | 98   |
| 4    | Polonia     | 94,5 |
| 5    | Russia      | 88   |
| 6    | Spagna      | 86,5 |
| 7    | Regno Unito | 70   |
| 8    | Rep. Ceca   | 63   |

| Pos. | Nazione  | Pt.   |
| ---- | -------- | ----- |
| 1    | Russia   | 131,5 |
| 2    | Polonia  | 94    |
| 3    | Germania | 93    |
| 4    | Francia  | 90,5  |
| 5    | Ucraina  | 86    |
| 6    | Romania  | 85    |
| 7    | Italia   | 77    |
| 8    | Grecia   | 62    |